# «Покайся, Арлекіне!» — скрикнув Цокотун
«„Покайся, Арлекіне!“ — скрикнув Цокотун» (англ. "Repent, Harlequin!" Said the Ticktockman) — оповідання Гарлана Еллісона. Нелінійний наратив починається з середини історії, продовжується початком і потім кінцем, без використання флешбеків. Вперше надрукована в журналі наукової фантастики «Galaxy», в грудні 1965 року. Оповідання виграло премію «Г'юго» 1966 року, премію «Неб'юла» 1965 року і премію «Прометей» 2015 року. Це одне з найбільш перевиданих оповідань англійською мовою. Твір був написаний в 1965 році за шість годин для подання до «письменницької майстерні Мілфорда» наступного дня.

## Сюжет
Оповідь починається уривком з «Цивільної непокори» Генрі Девіда Торо. В оповіданні сатирично змальовується антиутопічне майбутнє в якому час суворо регулюється і всі мають жити і працювати за дуже точним графіком. В цьому майбутньому запізнитись — це не просто незручності, а злочин. Покарання полягає в тому що пропорційна кількість часу «стягується» з життя правопорушника. Якщо весь час витік то людину «вимикають». За це відповідає Головний хрономерист, або «Цокотун», який використовує «кардіоплиту» — пристрій який дозволяє зупинити серце людини коли в неї закінчився час.
Розповідь іде про Еверета Марма, який переодягнувшись в Арлекіна ексцентрично бунтує проти Цокальника. Еверет у відносинах з дівчиною Преті Аліса, яка роздратована тим, що він не пунктуальний. Арлекін зриває акуратно дотриманий графік суспільства відвертаючи увагу робітників од їхніх завдань осипаючи їх різнокольоровими цукерками або просто закликаючи людей ігнорувати графік, змушуючи при цьому Цокотуна перенаправляти людей з їх робіт на полювання за ним.
Зрештою Арлекіна впіймано. Цокотун каже йому що Аліса зрадила його, хотівши вернутись до пунктуального суспільства. Арлекін глузує з Цокотуна, коли той командує йому розкаятись.
Цокотун вирішує не зупиняти серце Арлекіна, а натомість відсилає його до Ковентрі, де його ламають так само як в книзі «1984» Джорджа Орвелла. Потім зомбований Арлекін з'являється і публічно заявляє що він був не правий, і що робити все за графіком це дуже добре.
В кінці, один з підлеглих Цокотуна, каже йому що він на три хвилини відстає від графіку.

## Судовий позов
15 вересня 2011 року Еллісон звернувся до каліфорнійського федерального суду, заявивши що сюжет фільму «Час» ґрунтується на його оповіданні. Позов проти кінокомпанії «Regency Enterprises» і Ендрю Нікола, базувався на схожостях між фільмом і оповіданням, як антиутопічне майбутнє в якому людям відведено певну кількість часу життя, яке може бути скорочене Хронометристом за певних умов. Позов спочатку вимагав заборони на реліз фільму, але потім Еллісон вимагав додати своє ім'я до титрів. В кінці позов був відкликаний і обидві сторони заявили що «Після перегляду фільму „Час“, Гарлан Еллісон вирішив добровільно відхилити позов. Гарлану Еллісону не було обіцяно чи надано оплати або згадки в титрах. Сторони бажають одне одному всього найкращого, і не мають подальших коментарів з цього питання.»